# Burkardroth
Burkardroth – gmina targowa w Niemczech, w kraju związkowym Bawaria, w rejencji Dolna Frankonia, w regionie Main-Rhön, w powiecie Bad Kissingen. Leży w Rhön, około 10 km na północny zachód od Bad Kissingen, przy drodze B286.

## Dzielnice
W skład gminy wchodzą następujące dzielnice: urkardroth, Frauenroth, Gefäll, Katzenbach, Lauter, Oehrberg, Premich, Stangenroth, Stralsbach, Waldfenster, Wollbach i  Zahlbach.

## Historia
Gmina funkcjonuje w obecnym kształcie od 1 stycznia 1972, połączono wówczas gminy Burkardroth, Frauenroth, Gefäll, Premich, Stangenroth, Katzenbach, Lauter, Oehrberg, Stralsbach, Waldfenster, Wollbach i Zahlbach.

## Współpraca
Miejscowość partnerska:
- Ense, Nadrenia Północna-Westfalia

## Zabytki i atrakcje
- klasztor Frauenroth
- Kościół pw. św. Piotra (St. Petrus) z XVII w.